# Mateves
Mateves è una circoscrizione rurale (rural ward) della Tanzania situata nel distretto rurale di Arusha, regione di Arusha. Conta una popolazione di 15 632 abitanti (censimento 2012).